# Никола Хаджиташков
Никола Хаджиташков е български политик, кмет на Дупница.

## Биография
Никола Хаджиташков е роден през 1898 г. в Дупница. По професия е юрист. Избран е за кмет на Дупница през 1932 година като за това време се изграждат канализации по отделни улици свързани с главната канализационна система, разширява се градската електроразпределителна мрежа и се изготвя проект за запазване на градския водопровод. През февруари 1933 година общинския съвет се саморазпуска, а Никола Хаджиташков подава оставка. Печели повторно изборите от 23 април 1933 г. и продължава развитието на града. Отстъпва места за строеж на Туристическия дом и първокласна държавна болница. Свален е от управата след Деветнадесетомайския преврат, ръководен в града от майор Бонев. След неговото управление се преустановява практиката за назначаване на временни управителни съвети в Дупница. Никола Хаджиташков умира през 1972 г.